# 아름다운 하늘
〈아름다운 하늘〉(일본어: きれいな空 키레이나소라[*])는 일본의 음악 그룹 AAA의 세 번째 싱글이다. 2005년 11월 16일에 에이벡스 트랙스에서 발매됐다.

## 개요
- AAA의 싱글로는 처음으로 제목이 일본어로 쓰여졌다.
- AAA의 싱글 중에 초동매상이 가장 낮다.
- 뮤직비디오는 ‘니시지마 타카히로의 부모가 외출한 것을 기회로, 친구를 불러서 니시지마 집에서 홈 파티를 열지만, 마지막에 남은 8명이 지쳐서 잠이 든다’라는 스토리로 구성되어있다.

## 수록내용

### CD+DVD
CD
1. 아름다운 하늘(きれいな空)
  - 작사 · 작곡: 하라 히로아키 / 편곡: 마츠바라 켄

닛폰TV 계열 《TV오자만보》 닫는 곡
2. 아름다운 하늘 (Instrumental)

DVD
1. 아름다운 하늘 (Music Clip)

### CD ONLY
1. 아름다운 하늘
2. 아름다운 하늘 (Instrumental)